# Macaranga le-testui
Macaranga le-testui är en törelväxtart som beskrevs av François Pellegrin. Macaranga le-testui ingår i släktet Macaranga och familjen törelväxter.
Artens utbredningsområde är Gabon. Inga underarter finns listade i Catalogue of Life.